# 洛谢
洛谢（法語：Loché，法語發音：[lɔʃe]）是法国索恩-卢瓦尔省的一个旧市镇。1972年，洛谢并入市镇马孔。

## 地理
洛谢（46°16'46"N, 4°45'57"E）面积，位于法国勃艮第-弗朗什-孔泰大區索恩-卢瓦尔省，该省份为法国中部省份，北起顺时针与科多尔省、汝拉省、安省、罗讷省、卢瓦尔省、阿列省和涅夫勒省接壤。
与洛谢接壤的市镇（或旧市镇、城区）包括：沙尔奈莱马孔、菲塞、马孔、瓦雷讷莱马孔、万泽勒。
洛谢的时区为UTC+01:00、UTC+02:00（夏令时）。

## 行政
洛谢的邮政编码为，INSEE市镇编码为71260。

## 人口
洛谢于2018年1月1日时的人口数量为261人。